# 蒙茅斯郡旗
蒙茅斯郡旗（英語：Monmouthshire flag）是英國威爾斯蒙茅斯郡的旗幟，在2011年正式開始使用。旗幟設計為左側藍色右側黑色，上有三個黃色百合圖案。